# Karel Laloo
Karel Laloo (Brugge, 22 september 1883 - 8 januari 1957) was een Belgisch beeldhouwer, behorende tot de Brugse School.

## Levensloop
Karel Theophiel Laloo liep school in de Brugse kunstacademie, bij schilder Edmond Van Hove en beeldhouwer Hendrik Pickery. Hij werd leraar beeldhouwen en tekenen aan de Vrije Beroepsschool in Brugge.
Onder de beelden die hij maakte bevinden zich:
- vier beelden in de gevels van de Poortersloge in Brugge,
- oorlogsmonumenten in Maldegem, Deerlijk, Damme, Ruddervoorde, en op het Kantwerkstersplein in Brugge,
- borstbeeld van sluismeester Hendrik Geeraert in Nieuwpoort,
- borstbeeld van toondichter Peter Benoît,
- monument voor Hugo Verriest in Deerlijk.

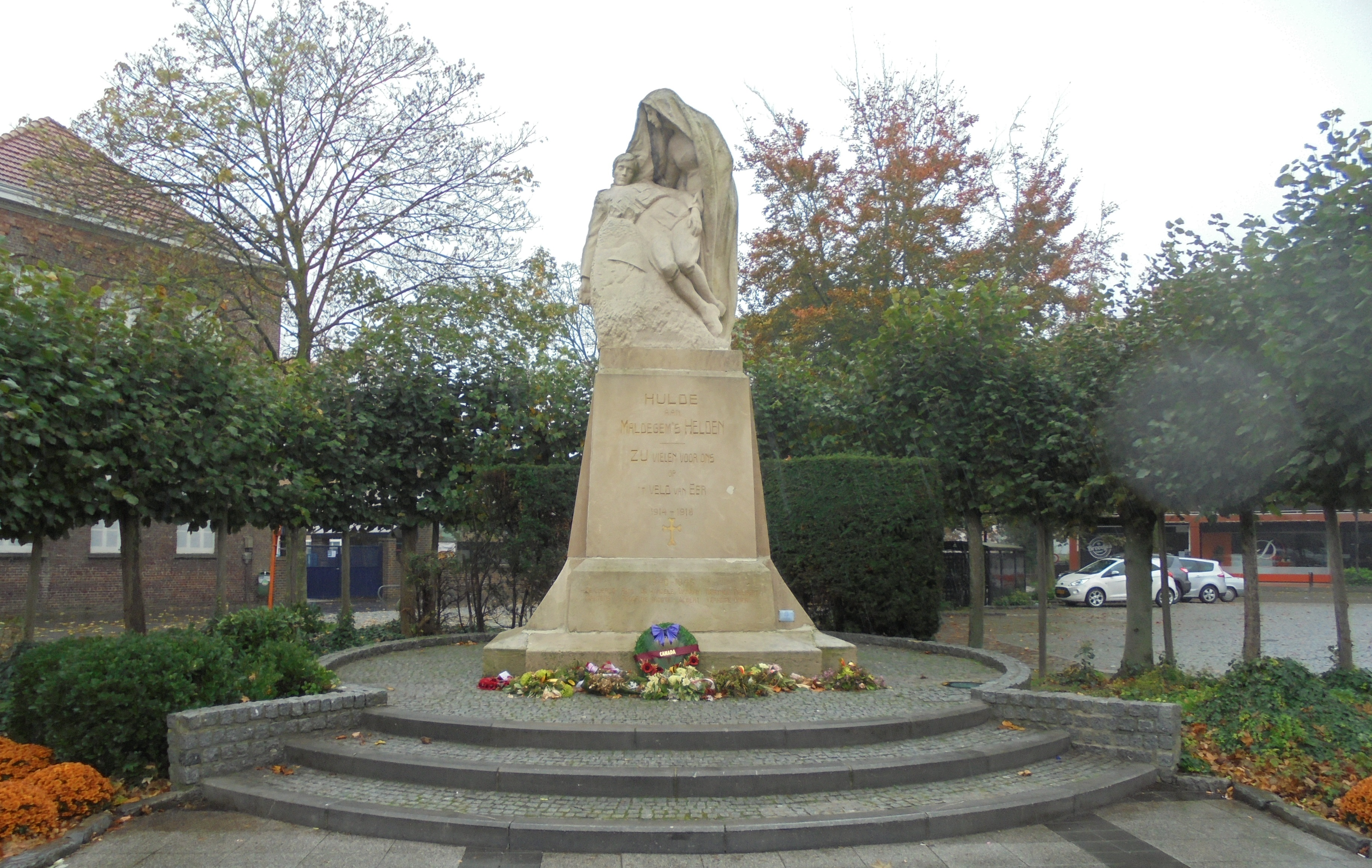
Oorlogsmonument in Maldegem
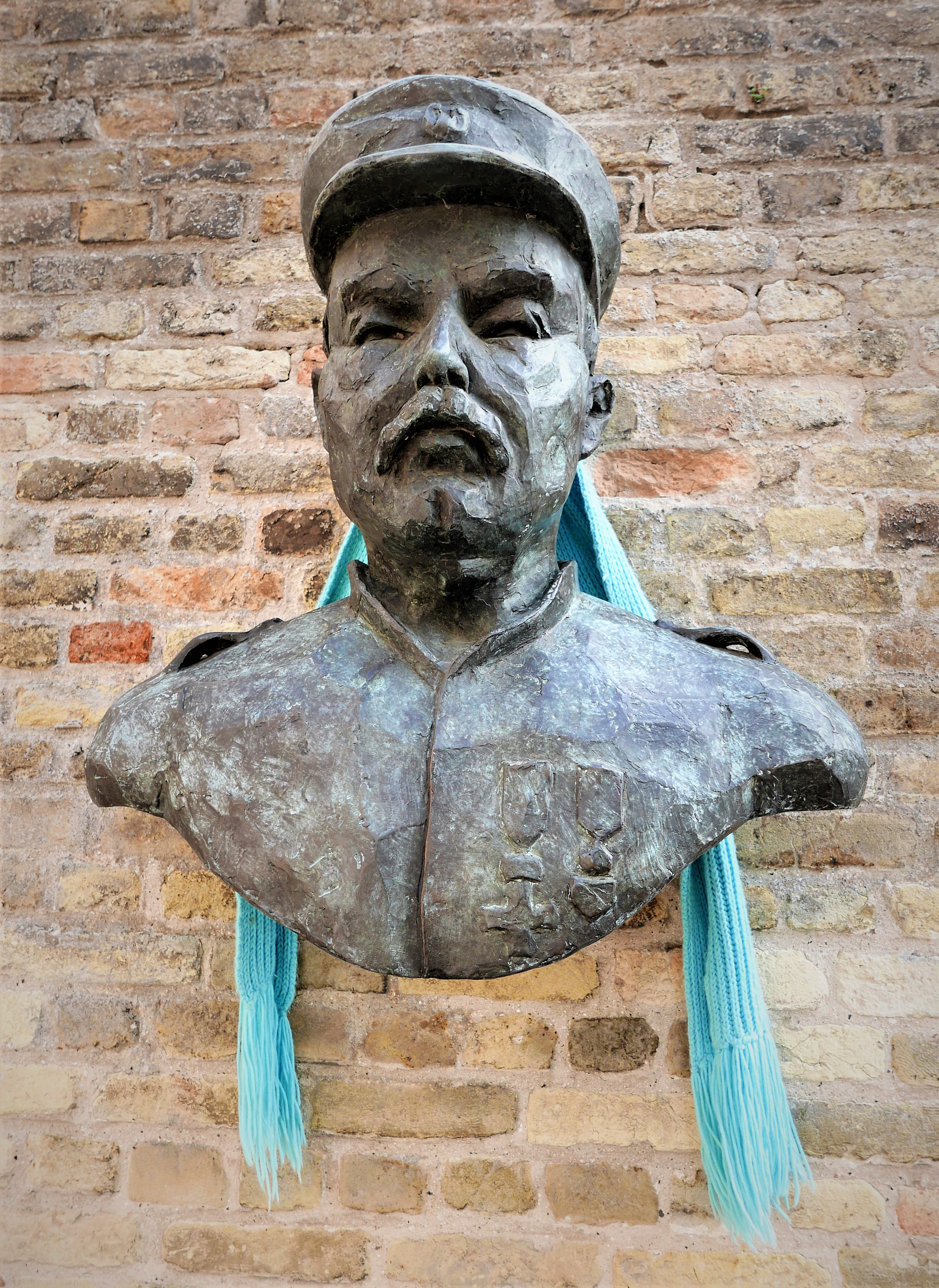
Buste van Hendrik Geeraert in Nieuwpoort
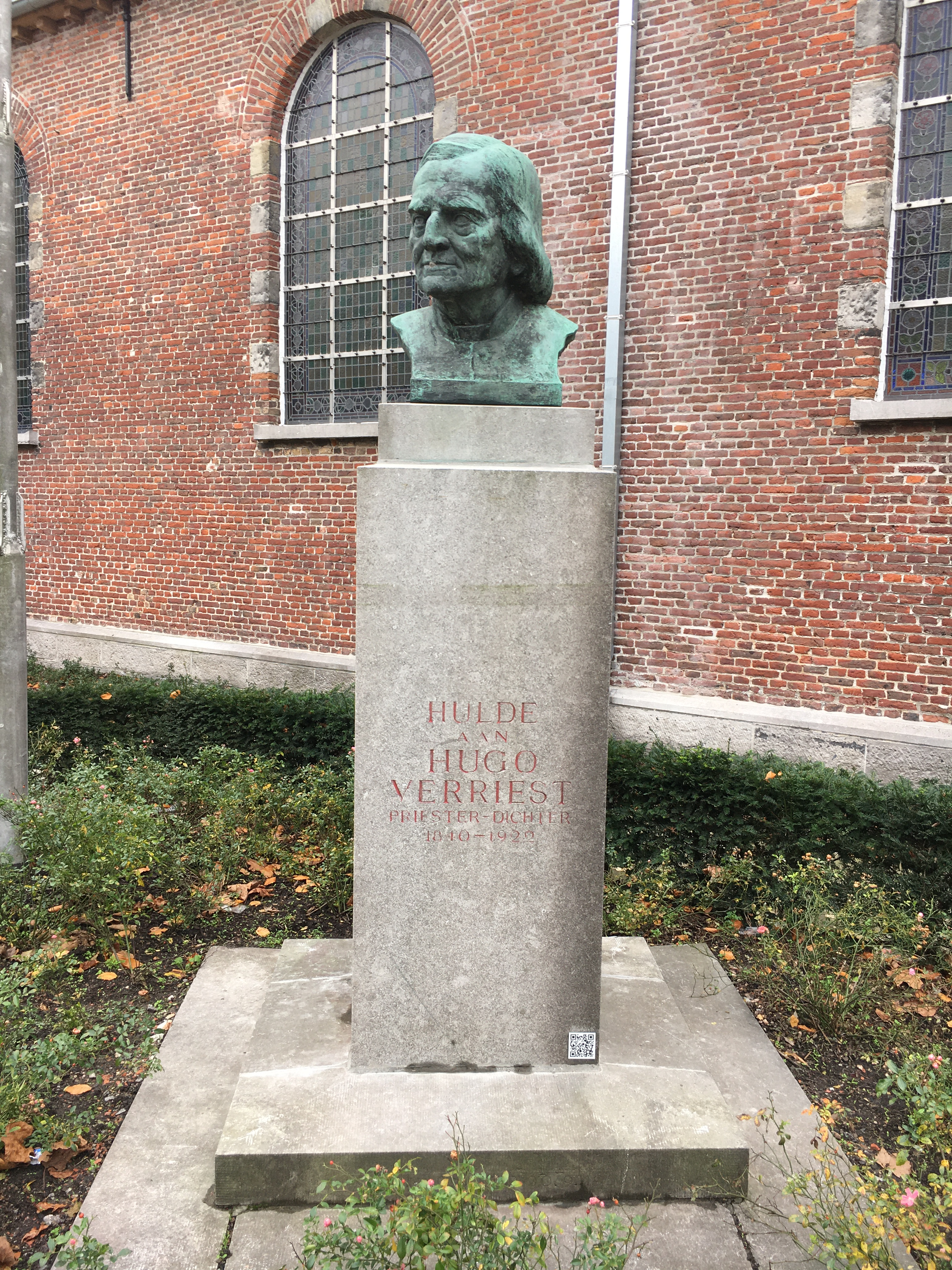
Monument voor Hugo Verriest in Deerlijk

Laloo maakte christelijk geïnspireerde beelden, zoals 'De lijdende Christus' en 'Sint Franciscus van Assisië', evenals kinderkoppen. Verder maakte hij grafmonumenten, gedenkplaten, medailles, volkskundige beelden en beeldjes.
In de jaren dertig stichtte hij de 'Westvlaamse Kunstkring', waarvan hij voorzitter was. Hij was in 1952 medestichter van het Christelijk Kunstenaarsverbond en het tijdschrift West-Vlaanderen (later: Vlaanderen).